# Henryków (Ziębice)

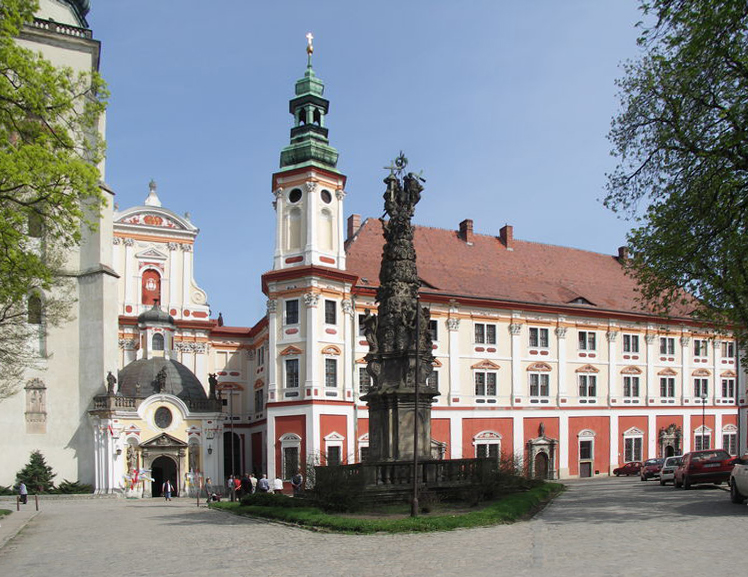
Zisterzienserkloster Heinrichau.

Henryków [xɛn'rɨkuf] (deutsch Heinrichau) ist ein Ort in der Stadt- und Landgemeinde Ziębice im Powiat Ząbkowicki der Woiwodschaft Niederschlesien in Polen. Seine Bedeutung erlangte es durch das Zisterzienserkloster Heinrichau.

## Geographie
Henryków liegt an der Ohle, in den Strehlener Bergen (polnisch Wzgórza Strzelińskie), etwa 60 km südlich von Breslau. Durch den Ort führt die Droga wojewódska 395 von Ziębice nach Strzelin.
Nachbarorte sind Wadochowice (Wiesenthal) im Norden, Raczyce (Rätsch) im Nordosten, Nowy Dwór (Neuhof) im Südwesten, Ziębice im Süden, Krzelków (Krelkau) im Südosten, Muszkowice (Moschwitz) im Westen und Stary Henryków (Alt Heinrichau) im Nordwesten.

## Geschichte
Heinrichau entwickelte sich um das gleichnamige Kloster Heinrichau, das 1222 mit Genehmigung des Herzogs Heinrich I. von Schlesien von dessen Notar, dem Breslauer Domherrn Nikolaus, gestiftet wurde. Über das Geschehen der Jahre 1250 bis 1310 gibt das Heinrichauer Gründungsbuch Auskunft, das als Klosterchronik geführt wurde und u. a. die durch den Mongolensturm verursachten Schäden aufzeichnete.
Bis 1290 gehörte Heinrichau zum Herzogtum Breslau, danach zum Herzogtum Schweidnitz und ab 1321 zum Herzogtum Münsterberg. Mit diesem zusammen gelangte es 1336 als ein Lehen an die Krone Böhmen, nachdem der polnische König Kasimir III. der Große bereits 1335 mit dem Vertrag von Trentschin auf Schlesien verzichtet hatte. Die Herrschaftsrechte über den Ort wurden vom Kloster ausgeübt, deren Äbte u. a. eine Lateinschule sowie eine Landwirtschaftsschule gründeten. Während der Hussitenkriege trugen Ort und Kloster schwere Schäden davon, ebenso im Dreißigjährigen Krieg, als die Schweden Heinrichau niederbrannten. Ein wirtschaftlicher und kultureller Aufschwung erfolgte in der zweiten Hälfte des 17. Jahrhunderts unter Abt Heinrich Kahlert (1681–1702), der u. a. die Klosterkirche und die Klostergebäude mit namhaften Künstlern zu einer prunkvollen Zisterzienserabtei im Stil des Barock umbaute und erweiterte.
Nach dem Ersten Schlesischen Krieg fiel Heinrichau 1742 mit fast ganz Schlesien an Preußen. Nachfolgend wurde es dem Kreis Münsterberg eingegliedert. Die nachfolgenden staatlichen Maßnahmen hemmten die weitere Entwicklung des Klosters und damit auch von Heinrichau. Mit der Säkularisation von 1810 wurde das Kloster durch den preußischen König Friedrich Wilhelm III. aufgehoben. Die Klostergebäude und das zugehörige Klostergut übernahm 1812 dessen Schwester Friederike Louise Wilhelmine, die spätere Königin der Niederlande. 1863 wurde Heinrichau an die Großherzöge von Sachsen-Weimar-Eisenach verkauft, die es bis zur Enteignung 1945 besaßen.
1874 wurde der Amtsbezirk Heinrichau gebildet, dem neben Heinrichau die Landgemeinden Alt Heinrichau, Moschwitz, Neuhof, Taschenberg, Zesselwitz und Zinkwitz sowie die Gutsbezirke Alt Heinrichau, Heinrichau, Moschwitz, Taschenberg und Zesselwitz eingegliedert wurden. 1932 wurde das bisherige Kreisgebiet Münsterberg mit dem Landkreis Frankenstein verbunden.
Als Folge des Zweiten Weltkriegs fiel Heinrichau 1945 zusammen mit dem größten Teil Schlesiens unter polnische Verwaltung. Nachfolgend wurde es in Henryków umbenannt. Die deutsche Bevölkerung wurde – soweit sie nicht schon vorher geflohen war – vertrieben. Die neu angesiedelten Bewohner waren teilweise Zwangsumgesiedelte aus Ostpolen, das an die Sowjetunion gefallen war.
1947 gelang es der Krakauer Filiale des Zisterzienserordens, die Klosterkirche und einen Teil des Klosterguts zu erlangen. Ein Großteil der Gebäude wurde durch die kommunistischen Behörden verstaatlicht und diente als landwirtschaftliches Technikum. Nach der politischen Wende von 1989 ging die Klosteranlage 1991 vollständig in den Besitz der Erzdiözese Breslau über. Nachfolgend gründete Erzbischof Henryk Gulbinowicz in Henryków eine externe Ausbildungsstätte des Breslauer Priesterseminars für Priesteramtskandidaten im ersten Studienjahr. Von 1975 bis 1998 gehörte Henryków zur Woiwodschaft Wałbrzych.

## Sehenswürdigkeiten
- Das Kloster Heinrichau mit Klosterkirche, Klostergebäuden, Klostergarten und Park steht unter Denkmalschutz.
  - Die 1228 geweihte Klosterkirche Mariä Himmelfahrt und St. Johannes der Täufer ist eine dreischiffige Basilika vom Typus Morimond II. Sie enthält eine reiche Barockausstattung. Den architektonischen Hauptaltar schuf 1681–1684 der Grüssauer Bildhauer Georg Schrötter, die Altargemälde „Geburt Christi in der Vision des hl. Bernhard“ und „Erlöser der Welt“ wurden von Michael Willmann geschaffen. Die Altarstatuen, unter ihnen Herzog Heinrich I. und dessen Gemahlin Hedwig von Andechs, stammen vom Bildhauer Matthias Steinl. Das Renaissance-Chorgestühl von 1576 wurde in der zweiten Hälfte des 17. Jahrhunderts barockisiert, wobei für die 36 Flachreliefs an den Lehnen Vorlagen von Michael Willmann mit Szenen aus dem Grüssauer Passionsbuch verwendet wurden. Die zahlreichen Seitenkapellen im Stil der Spätgotik und der Renaissance entstanden ab 1506, eine davon diente als Grablege der Herzöge von Münsterberg. Die Gemälde der Seitenaltäre stammen u. a. von Michael Willmann und dessen Stiefsohn Johann Christoph Lischka sowie dem Glogauer Maler Johann Kretschmer. Der Renaissance-Kirchturm entstand 1608, die Barockfassade schuf 1687–1698 der Baumeister Matthias Kirchberger.
  - Die Klostergebäude wurden unter Abt Heinrich Kahlert von 1682 bis 1685 von Matthias Kirchberger erbaut. Erhalten haben sich zahlreiche bauliche Details, u. a. Kachelöfen des 17. und 18. Jahrhunderts. Das Refektorium enthält Wandmalereien aus dem Ende des 17. Jahrhunderts. Residenz der Äbte war das nahegelegene Schloss Schönjohnsdorf.
  - Im Klosterhof befindet sich der Josephsbrunnen von 1696, eine Dreifaltigkeitssäule von 1698 und eine Säule mit dem böhmischen Landesheiligen Johannes Nepomuk von 1789.
  - Der sich südlich anschließende Klostergarten mit dem Sommerpavillon der Äbte wurde 1701 im Stil Italienischer Gärten angelegt. Von den ursprünglich vier Springbrunnen sind noch drei vorhanden. An der Nordseite befindet sich die Orangerie von 1727.
  - Der 106 Hektar große Landschaftspark mit altem Baumbestand wurde zwischen 1863 und 1871 anstelle des ehemaligen Tiergartens nach Entwurf von Eduard Petzold angelegt. In ihm befindet sich das Grabmal seines ehemaligen Eigentümers, des Großherzogs Wilhelm Ernst von Sachsen-Weimar-Eisenach, der in Heinrichau seine letzten Lebensjahre verbrachte.
- Die St.-Andreas-Kapelle entstand im 14. Jahrhundert. Sie diente bis zur Säkularisation des Klosters als Pfarrkirche.
- Häuser aus dem 18. Jahrhundert sowie die „Heilige Brücke“ von 1779 mit Figuren der hll. Johannes von Nepomuk und Laurentius.

## Persönlichkeiten
- Franz Nitschke (1808–1883), Pfarrer von Rengersdorf, Abgeordneter im Preußischen Landtag und von 1881 bis 1883 Großdechant sowie Vikar der Grafschaft Glatz
- Friedrich Grund (1814–1892), Wasserbauingenieur
- Karl Josef Erbs (1885–1970), deutscher Architekt und Professor